# RMS Nova Scotia
Le RMS Nova Scotia est un paquebot transatlantique et navire du Royal Mail Ship. Pendant la Seconde Guerre mondiale, il est réquisitionné comme transport de troupes. En 1942, un sous-marin allemand le coule dans l'océan Indien, causant la perte de 858 des 1 052 personnes à bord (le plus souvent par noyade ou tués par des requins).

## Histoire
Le RMS Nova Scotia est le sister-ship du RMS Newfoundland, lancée onze mois avant. Comme lui, ce navire de la compagnie Furness Withy, sous-traitant du Royal Mail Ship, fait l'itinéraire transatlantique régulier entre Liverpool, Saint-Jean de Terre-Neuve, Halifax et Boston. Parmi les passagers célèbres, on compte Roald Dahl, alors âgé de 17 ans, qui en août 1934 est l'un des 50 garçons du Public school qui naviguent de Liverpool lors d'une expédition à Terre-Neuve de la Public Schools Exploring Society récemment fondée.
Après l'entrée du Royaume-Uni dans la Seconde Guerre mondiale en septembre 1939, le navire reste d'abord dans le service civil. Le 21 septembre 1940, il quitte Liverpool à destination du Canada, transportant des passagers dont les 29 derniers enfants à quitter la Grande-Bretagne dans le cadre du programme d'évacuation du Children's Overseas Reception Board (CORB). Le programme CORB est interrompu en raison des grandes pertes en vies humaines lorsque le sous-marin allemand U-48 coule le City of Benares d'Ellerman Lines le 17 septembre.
Début 1941, le Ministry of War Transport réquisitionne la Nova Scotia comme transport de troupes et, le 3 février, il embarque 1 200 soldats. Il rejoint un convoi de la Grande-Bretagne à Freetown, en Sierra Leone, où il arrive le 2 mars. Il continue vers le sud, traversant l'équateur le 12 mars et atteignant Le Cap, Afrique du Sud, le 22 mars.
À l'automne 1942, le Nova Scotia quitte Port Tewfik en Égypte et descend la mer Rouge jusqu'à Massaoua en Érythrée occupée par les Britanniques, où il débarque les troupes américaines et embarque des prisonniers de guerre italiens. Il s'arrête à la colonie d'Aden puis va vers le sud sans escorte, transportant plus de 750 prisonniers de guerre italiens et civils et 3 000 sacs de courrier à destination de Durban, en Afrique du Sud.
Le Nova Scotia traverse le canal du Mozambique et est au large de la province de Natal, en Afrique du Sud, quand à 7 h 15 le matin du 28 novembre, le sous-marin allemand U-177 le frappe avec trois torpilles. Le transport de troupes penche à bâbord, prend feu et coule par la proue en moins de 10 minutes. L'équipage réussit à lancer un seul canot de sauvetage ; d'autres survivants dépendent de radeaux de sauvetage ou de morceaux d'épave. Ceux qui restent dans l'eau se noient ou sont tués par des requins (les requins impliqués dans cette attaques seraient principalement des requins longimanes).
Afin d'identifier quel navire il vient de couler, l’U-177 récupère deux survivants, des marins marchands italiens prisonniers qui expliquent que la plupart des personnes à bord sont des prisonniers italiens. En raison de l'ordre Laconia que l'amiral Dönitz avait émis deux mois auparavant, le commandant du sous-marin, Robert Gysae, a retiré l’U-177 de la zone et a contacté par radio le Befehlshaber der U-Boote (BdU) pour obtenir des ordres. Le BdU lui a ordonné de laisser les survivants dans l'eau et de continuer sa patrouille. Le BdU a demandé l'aide du Portugal, qui a envoyé la frégate NRP Afonso de Albuquerque de Lourenço Marques.
L’Afonso de Albuquerque atteint la région le 29 novembre. Cinq survivants tirent une fusée de détresse et sont secourus par la frégate. Le lendemain, l’Afonso de Albuquerque se retrouve entourée de centaines de cadavres flottants. La frégate ramasse 130 prisonniers italiens, 42 gardes, 17 membres d'équipage, trois membres du personnel militaire et naval, un mitrailleur du DEMS et un passager. 858 personnes sont mortes : 650 prisonneirs italiens, 96 membres d'équipage, 88 gardes sud-africains, 10 artilleurs du DEMS, huit militaires, cinq passagers et le capitaine du Nova Scotia.
Deux autres survivants sont sauvés. L'un est sauvé le troisième jour après l'attaque ; l'autre est un Italien qui a dérivé sur un radeau de sauvetage pendant une quinzaine de jours jusqu'à ce qu'il débarque à Mtunzini.
De nombreux cadavres échouent sur les plages du Natal. Les corps de 120 prisonniers de guerre et civils italiens sont enterrés dans une fosse commune dans la banlieue de Hillary à Durban, formant le noyau de ce qui est devenu le cimetière militaire italien là-bas. En 1982, un monument important est érigé sur la fosse.
En 2008, les corps sont transférés au cimetière de l'église Notre-Dame-de-la-Miséricorde de Pietermaritzburg.
Les morts italiens du Nova Scotia sont également commémorés dans un monument à l'église italienne d'Adi Quala, en Érythrée.